# Vall d'Alamut
Alamut és una vall aïllada de l'Iran, a la regió de Daylam, a les muntanyes Elburz, a 35 km al nord-est de Qazwin. A la vall es troben diverses fortaleses una de les quals porta el nom d'Alamut. La vall està formada pels dihistans d'Alamut i Rudbar al shahristan de Qazwin. La ciutat principal és Moʿallem Kalāya.
Fou visitat el 1832 pel coronel Monteith, el 1836 per J. Shiel i el 1837 per A. Eloy. Al segle xx fou explorat amb cura per L. Lockhart (1928), W. Ivanow (1928) i F. Stark (1930); una exploració arqueològica menor es va fer per P. Willey el 1960.